# Чимичурри
Чимичу́рри (исп. chimichurri) — латиноамериканский соус для жареного мяса. Рецепт чимичурри придуман в Аргентине; также соус распространён в Перу, Уругвае, Бразилии, Боливии, Никарагуа, Эквадоре, Колумбии и Мексике.

## Приготовление
Чимичурри готовится из мелко нарезанной петрушки, рубленого чеснока, оливкового масла, орегано и белого или красного уксуса. Могут быть добавлены натуральные ароматизаторы — кинза, красный перец, кумин, тимьян, лимон и лавровый лист. Для соуса с красным уксусом подойдут также помидоры и сладкий перец.
Чеснок измельчают, смешивают с другими компонентами, добавляют кипящую воду, помещают в бутылку и взбалтывают. Соус используется в том числе и в качестве маринада к жареному мясу.

## Происхождение
Название соуса производят от баскских поселенцев, прибывших в Аргентину в начале XIX века. И основываясь на этом, название соуса происходит от баскского термина tximitxurri, которое приблизительно переводится как «Всякая всячина» — беспорядочная смесь нескольких вещей.